# Cehia la Jocurile Olimpice
Cehia a participat la Jocurile Olimpice ca țară independentă începând cu Jocurile Olimpice de iarnă din 1994 de la Lillehammer și de atunci și-a trimis sportivii să concureze la toate Jocurile Olimpice de vară și la toate Jocurile Olimpice de iarnă. Codul CIO este CZE.

## Medalii după olimpiadă

### Medalii la Jocurile de vară
| Ediție              | Sportivi               | Aur                    | Argint                 | Bronz                  | Total                  | Loc                    |
| 1900–1912           | ca Boemia (BOH)        | ca Boemia (BOH)        | ca Boemia (BOH)        | ca Boemia (BOH)        | ca Boemia (BOH)        | ca Boemia (BOH)        |
| 1920–1992           | ca parte Cehoslovaciei | ca parte Cehoslovaciei | ca parte Cehoslovaciei | ca parte Cehoslovaciei | ca parte Cehoslovaciei | ca parte Cehoslovaciei |
| Atlanta 1996        | 115                    | 4                      | 3                      | 4                      | 11                     | 17                     |
| Sydney 2000         | 119                    | 2                      | 3                      | 3                      | 8                      | 28                     |
| Athena 2004         | 142                    | 1                      | 3                      | 5                      | 9                      | 42                     |
| Beijing 2008        | 134                    | 3                      | 3                      | 0                      | 6                      | 24                     |
| Londra 2012         | 133                    | 4                      | 3                      | 3                      | 10                     | 19                     |
| Rio de Janeiro 2016 |                        |                        |                        |                        |                        |                        |
| Tokyo 2020          |                        |                        |                        |                        |                        |                        |
| Total               | Total                  | 14                     | 15                     | 15                     | 44                     | 45                     |

### Medalii la Jocurile Olimpice de iarnă
| Ediție              | Sportivi               | Aur                    | Argint                 | Bronz                  | Total                  | Loc                    |
| 1924–1992           | ca parte Cehoslovaciei | ca parte Cehoslovaciei | ca parte Cehoslovaciei | ca parte Cehoslovaciei | ca parte Cehoslovaciei | ca parte Cehoslovaciei |
| Lillehammer 1994    | 65                     | 0                      | 0                      | 0                      | 0                      | –                      |
| Nagano 1998         | 61                     | 1                      | 1                      | 1                      | 3                      | 14                     |
| Salt Lake City 2002 | 76                     | 1                      | 2                      | 0                      | 3                      | 16                     |
| Torino 2006         | 84                     | 1                      | 2                      | 1                      | 4                      | 15                     |
| Vancouver 2010      | 92                     | 2                      | 0                      | 4                      | 6                      | 14                     |
| Soci 2014           | 88                     | 2                      | 4                      | 2                      | 8                      | 15                     |
| Pyeongchang 2018    |                        |                        |                        |                        |                        |                        |
| Total               | Total                  | 7                      | 9                      | 8                      | 24                     | 22                     |

## Sportivii cei mai medaliați
| Sportiv           | Sport             | Ediții     | Aur | Argint | Bronz | Total |
| Martina Sáblíková | Patinaj viteză    | 2010, 2014 | 3   | 1      | 1     | 4     |
| Barbora Špotáková | Aruncarea suliței | 2008, 2012 | 2   | 0      | 0     | 2     |